# Падма
Падма (бенг. পদ্মা, Pôdda) — річка в Індії (невелика ділянка) та Бангладеш, головний рукав Гангу, що утворюється після відділення від нього рукаву Бхаґіратхі.
| Річка | Це незавершена стаття про річку. Ви можете допомогти проєкту, виправивши або дописавши її. |

| Непал | Це незавершена стаття з географії Непалу. Ви можете допомогти проєкту, виправивши або дописавши її. |

| Індія | Це незавершена стаття з географії Індії. Ви можете допомогти проєкту, виправивши або дописавши її. |